# 산나물 처녀
《산나물 처녀》는 2016년에 제작한 대한민국의 드라마 영화이다. 대한민국의 제43회 서울독립영화제에 초청을 받았다

## 출연진
- 윤여정 - 순심 역
- 정유미 - 달래 역
- 안재홍 - 리차드 역
- 신석호 - 사냥꾼 역
- 정다원
- 배유람